# Mihăilești, Buzău
Mihăilești là một xã thuộc hạt Buzău, România. Dân số thời điểm năm 2002 là 3770 người.